# Goodbye Yellow Brick Road (sang)
"Goodbye Yellow Brick Road" er en ballade udført af den britiske musiker, Elton John og skrevet af Bernie Taupin, til Elton Johns album Goodbye Yellow Brick Road (1973). Sangen blev godt modtaget af kritikerne, nogle beskriver den som Johns bedste sang.
Sangen blev udgivet i 1973 som albummets anden single, og nåede Top 10 i både Storbritannien og USA. Singlen var et af Elton Johns største hits, og blev certificeret guld den 4. januar 1974 og platin den 13. september 1995 af Recording Industry Association of America. Sangen nåede førstepladsen i Canada i en uge, den tredje single i landet efter "Crocodile Rock" og "Daniel".
Allmusic har beskrevet sangen som en vokal triumf, og tidskriftet Circus som en delikat og smuk sang. I 2010 blev sangen placeret som nummer 380, på Rolling Stones liste over de 500 bedste sange til alle tider.

## Hitlister
| Hitliste (1973–74)                 | Placering |
| ---------------------------------- | --------- |
| Australien (Kent Music Report)     | 4         |
| Canadian (RPM Magazine)            | 1         |
| Irland (Irish Singles Chart)       | 4         |
| Norge (VG-lista)                   | 9         |
| Storbritannia (UK Singles Chart)   | 6         |
| USA (Billboard Hot 100)            | 2         |
| USA (Cash Box Top 100)             | 1         |
| USA (Billboard Adult Contemporary) | 7         |